# Критська православна церква
Це́рква Кри́ту (грец. Εκκλησία της Κρήτης; також Правосла́вна це́рква Кри́ту) — напівавтономна східно-православна церква в складі Константинопольського патріархату на грецькому острові Крит. Статус напівавтономії отримано 20 грудня 1965 року, з 28 лютого 1967 року стала архиєпископією. Використовує у своїй літургії візантійський обряд, грецьку мову, новоюліанський календар, вона є частиною Східного християнства. Чинний предстоятель Архієпископ Криту Євгеній.  

## Історія

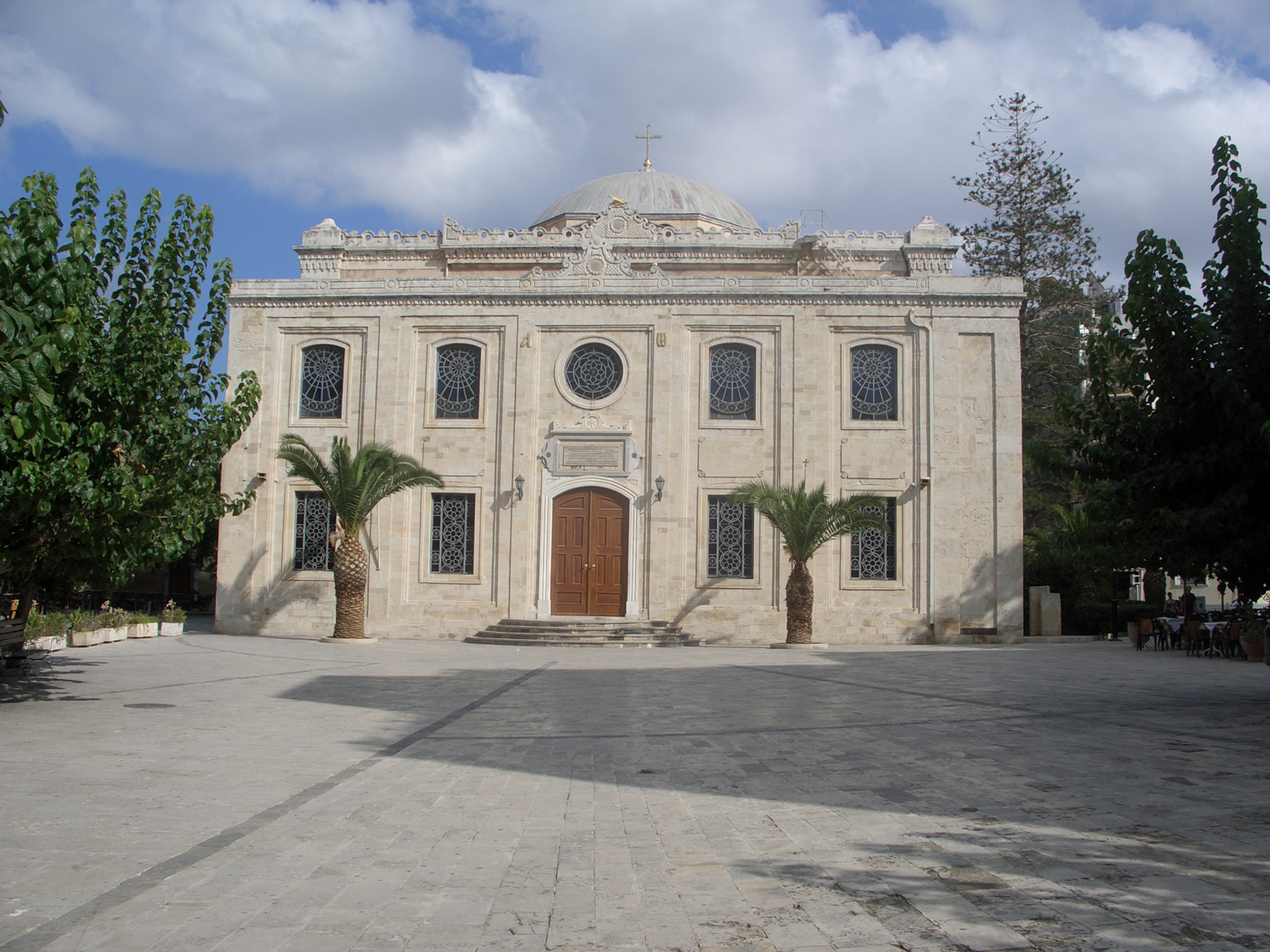
Собор Святого Тита в грецькому місті Іракліон на острові Крит, першим єпископом котрого був апостол Тит. Катедральний собор Іракліонської архієпископії Православної церкви Криту

Близько 64 року н. е. апостол Павло доручив своєму учневі Титу проповідувати на острові Крит. Саме цей рік вважається роком заснування Церкви Криту. Поширення православ'я на острові, проте, зустріло сильну протидію з боку місцевих язичників.
З поширенням християнства була організована Церква Криту. Глава церкви мав звання Архиєпископа Критського і був одним з дванадцяти архиєпископів Іллірії.
У період першого візантійського періоду Церква мала центр управління в Гортіне, адміністративному центрі острова з часів Римської Імперії. Тут, ймовірно за царювання Юстиніана, в VI столітті побудували величну базиліку на честь першого єпископа і покровителя Криту апостола Тита.
За часів Візантії Архиєпископу Критському підпорядковувалися інші єпископії Криту, число яких в різні періоди коливалося від 12 до 20. 135-річний період мусульманського арабського панування став важким випробуванням для Церкви Криту. Після вигнання арабів з Криту візантійським полководцем Никифором Фокою на острові розпочався другий період розквіту політичного та релігійного життя.
Після початку венеційського панування в 1204 році для православ'я настали найважчі часи. Венеційська влада насаджувала католицьких архиєпископів і латинських єпископів. Православні архиєпископи змушені були проживати поза Критом. Православ'я на Криті в ці критичний часи підтримували численні православні монастирі, активні ігумени і вчені ченці, а також духовенство міст і сіл.
У 1669 році острів завойовує Османська імперія. Церква в цей період отримує відносну свободу. Великою проблемою була відсутність митрополичого собору. Після насилу отриманого дозволу була побудована невелика церква святого Міни (бл. 1735), якій було надано статус митрополичого собору.

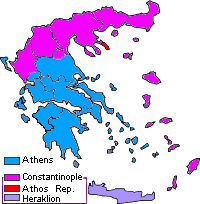
Юрисдикції православних церков на території Греції.
Афіни
Константинополь
Афон
Крит

Новий період в історії Церкви Криту починається після звільнення острова і проголошення незалежної критської держави в 1898 році. У 1908 році острів де-факто став частиною Грецького королівства, формальне приєднання відбулося в 1913 році. Проте, Церква Криту не стала частиною Елладської Церкви, а залишилася в підпорядкуванні Константинопольської патріархії.
У 1962 році єпархії Церкви Криту підвищені до митрополій, а в 1965 році Церква Криту отримує напівавтономію. З 28 лютого 1967 року предстоятель Церкви Криту носить титул архиєпископа.
Предстоятелем церкви з 30 серпня 2006 року по кінець 2021 року був Архиєпископ Критський Іриней (Атанасіадіс). 2 грудня 2021 року Вселенський патріархат звільнив архієпископа Іринея з посади,  оголосивши посаду вакантною. В кінці листопада 2021 року Синод Криту одноголосно ухвалив рішення про звільнення архієпископа Критського Іринея з посади, враховуючи показання трьох лікарів-професорів університетів, через хронічні проблеми зі здоров’ям.
У листопаді 2014 року уряд Греції представив поправки до законопроєкту про процедуру обрання архиєпископа Церкви Криту і її статус. Була переглянута сама процедура обрання архиєпископа Критського — скасовано положення, згідно з яким Міністерство освіти представляло імена трьох митрополитів Критської Церкви для обрання одного з них архиєпископом Критським, тепер провінційний Синод буде готувати список з трьох кандидатів, які мають право обиратися на пост архиєпископа; надається право юридичної особи для Церкви Криту, яка визначається як напівавтономна Церква в складі Константинопольського Патріархату; уточнюється, що постанови Елладської Православної Церкви, що стосуються парафіяльних церков і їхніх настоятелів, також відносяться і до Церкви Криту.
11 січня 2022 року Священним Синодом Вселенського патріархату було обрано нового предстоятеля - митрополита Ретімно і Авлопотамоса Євгенія.

## Організація та структура
Церкві Криту належать церковні навчальні заклади: Вища церковна школа в Іракліоні і Критська духовна академія (заснована в 1968 році митрополитом Кісамскім Іринеєм), а також середня церковна школа в Ханьї. Офіційний друкований орган Архиєпископії Криту— журнал «Апостол Тит».

### Предстоятель
Предстоятель обирається Священним Синодом Вселенського патріархату Константинополя між трьома митрополитами, яких Священний Провінційний Синод Церкви Криту призначив шляхом обрання. Священний провінційний синод митрополитів Крита також самостійно розглядає інші питання. Крім архиєпископа, інші митрополити також обираються Губернським Синодом. Статут Церкви Криту став законом Грецької держави в 1961 році. Зокрема, його нинішня адміністративна форма майже не змінилася з 1900 року.
З 1962 року актом Священного Синоду Вселенського патріархату Константинополя єпископи Церкви Криту отримали титул Митрополита Чести, а в 1967 році аналогічним чином митрополит Критський отримав титул Архієпископа Чести Енекена. 9 березня 1993 року Священним Синодом Вселенського патріархату Константинополя був виданий Патріарший Томос, який передбачає в чинних митрополіях "честь Святих митрополій Криту" і дає митрополитам титул "іпертим і екзарх".

### Єпархії
Церква Криту складається з:
- Критської Архиєпископії, що базується в Іракліоні
- Митрополії Ґортина і Аркадії, що базується в Муарі
- Митрополії Ретимно і Мілопотамос, що базується в Ретимно
- Митрополії Кідонії та Апокоронас, що базується в Ханьї
- Митрополії Лампі, Сивритосі і Сфакії, що базується в Спілі
- Митрополії Ієраптна та Сітії, що базується в Іерапетрі
- Митрополії Петра і Герсоніссос, розташована в Неаполісі
- Митрополії Кіссамос і Селіно, що базується в Кастеллі Кіссаму
- Митрополії Аркалохорі, Кастеллі та В’янос, що базується в Аркалохорі.